# Gomez Addams
Gomez Addams er en fiktive personer fra tegneserien (senere TV-serie og film) Familien Addams.
Han er gift med Morticia Frump Addams, som han har børnene Pugsley og Wednesdays sammen med. Har er bror til Onkel Fester.
Han er høj med pomadebefængt hår og et tyndt overskæg. Desuden går han altid i jakkesæt.
Han og Morticia har ofte nogle hede elskovsnatte.[kilde mangler]
1. ↑  Navnet er anført på engelsk og stammer fra Wikidata hvor navnet endnu ikke findes på dansk.
2. ↑  Navnet er anført på engelsk og stammer fra Wikidata hvor navnet endnu ikke findes på dansk.